# Sveriges asylpolitik
| Antal beviljade uppehållstillstånd och asylansökningar i Sverige 1980– |
| --- |
| Antal personerÅr03000060000900001200001500001800001980-12-311995-12-312010-12-31TotaltFlyktingar Blå: Totalt antal beviljade uppehållstillstånd. Varav Gul: Antal beviljade asylansökningar och flyktingliknande skydd. Källa: Migrationsverket Rådata |

Sveriges asylpolitik är en del av svensk politik som reglerar mottagandet av asylsökande och beviljandet av asyl. Den svenska asylpolitiken grundar sig på asylrätten enligt 1951 års flyktingkonvention och en reglerad invandring.
Sedan inrättandet av den gemensamma asylpolitiken inom Europeiska unionen på 1990-talet påverkas den svenska politiken i hög grad av de europeiska minimibestämmelserna kring vem som har rätt till asyl (skyddsgrundsdirektivet), hur asylsökande ska tas emot (mottagandedirektivet), hur asylförfarandet ska gå till (asylprocedurdirektivet) samt vilket land inom EU som ansvarar för att pröva en asylansökan (Dublinförordningen).

## Lagstiftning
Asyllagstiftningen finns i Utlänningslagen, som trädde i kraft 2006 och sedan dess har reviderats ett antal gånger.

### Den retroaktiva begränsningslagen 2016
En tillfällig lag om begränsningar i asylrätten presenterades av regeringen den 6 april 2016. Den innebar vissa skärpningar i förhållande till den i oktober träffade överenskommelsen mellan sex riksdagspartier. En av förändringarna gällde arten av uppehållstillstånd. Enligt oktoberöverenskommelsen skulle tidsbegränsade uppehållstillstånd vara huvudregel under de tre år som lagen skulle gälla, men kvotflyktingar, ensamkommande barn och barnfamiljer skulle fortsatt beviljas permanent uppehållstillstånd. I lagförslaget frångick regeringen överenskommelsen och begränsade undantaget till att gälla enbart kvotflyktingar.
Lagförslaget kritiserades av Lagrådet och en stor mängd andra remissinstanser men klubbades i riksdagen sommaren 2016 och började gälla 20 juli 2016, och gavs retroaktiv verkan genom att den skulle tillämpas även för personer som sökt asyl innan detta datum.. Lagförslaget stöddes av en enig riksdag med undantag från ledamöterna från (V) och (C) samt fyra miljöpartister och en liberal. Med vissa lättnader vad gäller framför allt familjeåterförening förlängdes lagen den 18 juni 2019 med giltighetstid till 19 juli 2021.
De viktiga förändringarna gentemot tidigare lagstiftning är:
- Begränsningar av vilka skäl som ska ge rätt att stanna i Sverige. Tidigare fanns ”övriga skyddsbehövande” och ”ömmande omständigheter”, som kunde tillämpas för till exempel svårt sjuka människor, barn och den som tillhör en utsatt grupp utan att vara personligen hotad. I och med den tillfälliga lagen krävs starka individuella asylskäl.
- Tillfälliga uppehållstillstånd blev det normala, i stället för permanenta. Här gjorde lagen ett undantag för barn, men genom att Migrationsverket ändrade sin praxis samt att många av de ensamkommande hann fylla eller skrivas upp till 18 år innan beslutet fick detta bara begränsad betydelse.
- Möjligheterna för familjeåterförening begränsades kraftigt.
I och med denna lag ligger Sverige på EU:s miniminivå när det gäller asylrätt, något som också var regeringens uttryckliga avsikt med lagen.

### Förlängningen av den tillfälliga lagen 2019
Den 18 maj 2019 beslutade en i stort sett enig riksdag att förlänga den tillfälliga begränsningslagen i ytterligare två år. Reglerna om familjeåterförening för alternativt skyddsbehövande gjordes dock mer generösa.
Förlängningen gjordes trots att många tunga remissinstanser hade avrått. Migrationsverket, som har att handlägga den verksamhet som styrs av lagen, menade att lagen är alltför svåröverskådlig och komplex och kommer att leda till mycket svåra avvägningar och öka verkets arbetsbörda, jämfört med en återgång till tidigare lagstiftning. Socialstyrelsen välkomnade den vidgade möjligheten till familjeåterförening men påpekade att tillfälliga uppehållstillstånd har negativ påverkan på människors hälsa och på motiveringen och möjligheten till integration. Företagarna kritiserade de tillfälliga uppehållstillstånden och menade att en förlängning av lagen förlänger företagens existerande svårigheter att hitta kompetent arbetskraft. Ett 60-tal sakkunniga migrationsforskare uttryckte sin oro över att ”de rådande tillfälliga uppehållstillstånden bidrar till en rättsosäkerhet i det svenska asylsystemet och på detta vis även hämmar en fundamental grundbult i en demokratisk rättsstat, nämligen invånarnas tilltro till myndigheter”. Organisationer inom civilsamhället pekade på lagens brist på humanitet och på dess negativa konsekvenser för integrationen. Fackförbundens remissvar var också kritiska mot förslaget. TCO och Akademikerförbundet ville ha en återgång till permanenta uppehållstillstånd men välkomnade de förbättrade möjligheterna till återförening. LO varnade i stället för en ”liberalisering” av reglerna utan konsekvensanalys och menade att lagen borde förlängas i sin helhet, utan de föreslagna uppmjukningarna.

### Riksdagspartiernas ställningstaganden 2015-2019
I Riksdagen har Vänsterpartiet konsekvent röstat för de förslag som varit för en öppnare migrationspolitik och även lagt egna förslag om amnesti för ensamkommande ungdomar. Sverigedemokraterna och Moderaterna har konsekvent drivit en motsatt linje, medan övriga partier ibland har stött mer restriktiv lagstiftning och ibland röstat för lagförslag som öppnar för utökade möjligheter till uppehållstillstånd.
Samtliga lagar under 2015–2019 har initierats av socialdemokratiskt ledda regeringar, men inom socialdemokratin finns en opposition mot regeringens linje. Socialdemokrater för tro och solidaritet och dess ordförande Ulf Bjereld krävde 2018 amnesti för de ensamkommande. Det socialdemokratiska ungdomsförbundet SSU uppmanade i november 2017 regering och riksdag att "att se över alla möjliga lösningar som förbättrar situationen för de ensamkommande unga från Afghanistan som drabbats av bristande rättssäkerhet" men trodde inte principiellt på amnesti som den bästa lösningen. SSU Stockholm gick i juni 2017 längre och krävde att ensamkommande barn och unga skulle få amnesti och att de tillfälliga asyllagarna skulle upphöra.
På Miljöpartiets kongress 2017 var amnesti för ensamkommande barn och ungdomar en av de hetaste frågorna. Ungdomsförbundet Grön ungdom drev kravet på permanenta uppehållstillstånd för alla ensamkommande som kommit under 2015, och den linjen vann omröstningen mot partistyrelsens linje, som endast innebar att denna grupp skulle ges ny asylprövning. Gymnasielagen 2018 lades fram efter att Miljöpartiet hotat att lämna regeringen.
Vänsterpartiet har i riksdagen ställt krav på att den tillfälliga begränsningslagen ska rivas upp och ensamkommande unga som varit i Sverige i mer än ett år ska få amnesti. Partiets migrationspolitiska talesperson Christina Höj Larsen har i en interpellation krävt att återtagandeavtalet med Afghanistan ska sägas upp.
Sverigedemokraterna har konsekvent krävt en politik som innebär kraftigt minskad asylinvandring. I en kommentar 2017 till regeringens förslag om ny gymnasielag säger partiledaren Jimmie Åkesson att "beslutet att låta de allra flesta av de så kallade ensamkommande stanna är en praktskandal". Den migrationspolitiska talespersonen Paula Bieler kommenterar samma uppgörelse med att det är ett "obestridligt faktum" att en övervägande del av unga asylsökande har ljugit om sin ålder.

### Barnkonventionen 2020
Den 1 januari 2020 blev Barnkonventionen svensk lag och det innebär att barn tydligare får rätt att komma till tals och bli lyssnade på. Barnkonventionen är en av flera lagar som Migrationsverket tar hänsyn till i barns ärenden. Barnperspektivet stärks, men lagen i sig ger ingen ny rätt för barnet att få uppehållstillstånd i Sverige.

### Migrationskommittén 2019-2020
I juni 2019 beslutade regeringen att tillsätta en parlamentarisk kommitté med uppdrag att ta ställning till utformningen av den framtida svenska migrationspolitiken i syfte att fastställa en långsiktigt hållbar ordning. Utgångspunkten var att "migrationspolitiken ska vara human, rättssäker och effektiv." I kommittén ingick representanter för samtliga riksdagspartier. De enades inte om ett sammanhållet lagförslag utan presenterade i september 2020 en utredning med ett antal förslag som vart och ett stöddes av en majoritet bestående av olika partier. Det enda parti som stödde samtliga förslag var socialdemokraterna. I oktober 2020 enades regeringspartierna (socialdemokraterna och miljöpartiet) att skicka ut utredningen på remiss. I december presenterade regeringen med stöd av centerpartiet en kompletterande promemoria som bland annat föreslår att barn och vissa vuxna ska kunna beviljas uppehållstillstånd om omständigheterna är särskilt ömmande.

### Ny lag antagen 2021
Efter remissförfararande och bearbetning presenterades det nya lagförslaget i form av lagrådsremiss den 8 april 2021. Lagrådet anger i sitt yttrande att det finns skäl att justera den föreslagna lagtexten på en rad punkter, som framför allt gäller brister i lagtextens tydlighet, brist på överskådlighet, oklarheter och vissa motsägelsefulla skrivningar samt avsaknaden av konsekvent terminologi.
Den 22 juni 2021[ antogs regeringens lagförslag av riksdagen. Detta innebär att stora delar av den tillfälliga lagen har införlivats i den ordinarie utlänningslagen. I förhållande till 2014 års version av utlänningslagen har två viktiga förändringar nu gjorts bestående: tillfälliga uppehållstillstånd är huvudregeln och det ställs högre försörjningskrav för att kunna få återförenas med anhöriga. Förutom av regeringspartierna S och MP fick förslaget stöd av C och V. V deklarerade att de stött förslaget som "det minst dåliga". M, KD och SD röstade tillsammans med L för ett mera restriktivt förslag och lovade att riva upp den nya lagen om de får makten efter nästa val.

### Tidöavtalet 2022 och dess följder
Tidöavtalet träffades hösten 2022 mellan Sverigedemokraterna och de blivande regeringspartierna Moderaterna, Kristdemokraterna och Liberalerna. Avtalet aviserar ett "paradigmskifte" i svensk asylpolitik med bland annat begränsning av anhöriginvandring och av den humanitära skyddsgrunden i asyllagstiftningen. Antalet kvotflyktingar föreslås minskas från 5000 till 900 per år och målet är att  svensk asylpolitik ska utgå ifrån att främst ge tillfälligt skydd till personer från Sveriges närområde. I avtalet sägs att asylrätten ska upprätthållas samtidigt som inte i något avseende ska vara mer generöst i synen på asyl än vad som följer som förpliktelser enligt EU-rätt eller andra juridiskt bindande internationella traktat. Avtalets förslag vad gäller asylfrågor har kritiserats från bland andra Amnesty och Flyktinggruppernas Riksråd.
I januari 2023 presenterade regeringen beslut i vissa av de frågor som föreslagits i Tidöavtalet, bland annat minskningen av antalet kvotflyktingar och uppdrag till Migrationsverket att intensifiera arbetet med att personer som fått asylavslag ska återvända och att analysera möjligheter att öka den frivilliga återvandringen. Regeringen presenterade också en internationell informationskampanj om paradigmskiftet i migrationspolitiken.
Under Tidöregeringens två första arbetsår (oktober 2022 - juni 2024) lade regeringen fram 21 förslag till riksdagen inom politikområdet migration, som innefattar asylfrågor. 12 av dessa förslag blev föremål för votering, och Socialdemokraterna röstade med regeringen i samtliga fall. Det handlar bland annat om skärpta krav för medborgarskap och effektivare verktyg vid inre utlänningskontroll. Centerpartiet röstade mot regeringen i knappt hälften av de frågor där det genomfördes votering. Miljöpartiet och Vänsterparitet röstade mot regeringen i 92% av dessa voteringar.

### Dublinförordningen
Dublinförordningen är en europeisk förordning som reglerar vilken medlemsstat som ansvarar för en asylsökande inom Europeiska unionen (Island, Liechtenstein, Norge och Schweiz omfattas också genom bilaterala avtal med unionen). Enligt förordningen ska en asylansökan endast behandlas av ett av länderna. Den skrevs i sin tidigaste form redan år 1990. 2016 gick Sveriges asyllagstiftning från att ha varit EU:s mest generösa till att läggas på EU:s miniminivå. Dublinförordningen innebar att asylsökande som hade valt Sverige framför andra länder på grund av den relativt generösa lagstiftningen inte kunde försöka någon annanstans när lagen i efterhand blev strängare.

## Antal asylsökande och antal avgjorda ärenden per år.
De avgjorda ärendena innefattar sådana som sökt asyl tidigare år men fick Migrationsverkets beslut detta år.
2015 ansökte nästan 163 000 personer om asyl i Sverige (förlängningsansökningar ej medräknade). De flesta kom från Syrien ( 51 000), Afghanistan (42 000) och Irak (21 000). 33 000 personer fick asyl, varav 57 procent från Syrien. 26 000 personer fick avslag. Vid årets slut var drygt 154 000 förstagångsärenden ännu ej avgjorda.
2016 ansökte nästan 29 000 personer om asyl i Sverige (förlängningsansökningar ej medräknade). 67 000 personer fick asyl och 45 000 fick avslag. Andelen bifall av totalt avgjorda förstagångsärenden var enligt Migrationsverkets årsredovisning för 2016 omkring 60 procent, vilket var något högre än 2014 och 2015. I en senare årsredovisning (2018) anges dock att bifallsandelen för 2016 var 77 procent. Att bifallsandelen i flera år legat över 50 procent förklaras till stor del av att många av de asylsökande kom från Syrien, vilket i sig generellt sett var grund för asyl för sökande som gjorde sannolikt att hen var därifrån. Vid årets slut var knappt 72 000 förstagångsärenden ännu ej avgjorda. Den största gruppen av dessa, 44 procent, var afghanska medborgare.
2017 ansökte nästan 26 000 personer om asyl i Sverige (förlängningsansökningar ej medräknade). Den dominerande nationaliteten var syrier. 27 000 personer fick asyl och 29 000 fick avslag. Andelen bifall av totalt avgjorda förstagångsärenden var enligt Migrationsverkets årsredovisning för 2017 omkring 41 procent.  I en senare årsredovisning (2018) anges dock att bifallsandelen för 2017 var 47 procent. Under 2017 prövades fler ärenden från Afghanistan än tidigare år, då framför allt syrier prövades. Vid årets slut var drygt 31 000 förstagångsärenden ännu ej avgjorda. Den största gruppen av dessa, 25 procent, var afghanska medborgare.
2018 ansökte drygt 21 000 personer om asyl i Sverige (förlängningsansökningar ej medräknade). Den största enskilda nationaliteten bland de sökande var syrisk. Av totalt avgjorda förstagångsansökningar fick 39 procent (c:a 14 000 personer) bifall och 61 procent (c:a 22 000 personer) avslag. Myndigheten prioriterade behandlingen av ensamkommande barn och före detta ensamkommande barn och övriga ärenden som väntat länge. Den genomsnittliga handläggningstiden från ansökan till beslut för ensamkommande barn i förstagångsansökningar var drygt 500 dagar 2018, vilket innebär att handläggningstiden har minskat med cirka 70 dagar jämfört med 2017. Vid årets slut fanns totalt drygt 17 000 förstagångsärenden som ännu inte var avgjorda.
2019 ansökte knappt 22 000 personer om asyl i Sverige (förlängningsansökningar ej medräknade). Den största enskilda nationaliteten bland de sökande var syrisk. Av totalt avgjorda förstagångsansökningar fick 35 procent (8 600 personer) bifall och 65 procent (16 000 personer) avslag. Sökande från Syrien, Eritrea och Somalia hade betydligt högre bifallsandel än genomsnittet. Vid årets slut fanns knappt 15 000 förstagångsärenden som ännu inte var avgjorda.
2020 ansökte cirka 13 000 personer om asyl i Sverige (förlängningsansökningar ej medräknade). De sökandes nationalitet redovisas inte i Migrationsverkets årssammanställning. Totalt avgjordes nästan 21 000 förstagångsärenden, varav en stor del alltså var inkomna tidigare år. Bland dem var den största gruppen syrier. Av totalt avgjorda förstagångsansökningar fick 32 procent (6 100 personer) bifall och 68 procent (14 900 personer) avslag. För syrier minskade bifallsandelen från nästan 100 procent till 75 procent på grund av en praxisändring som trädde ikraft under året. Vid årets slut fanns 7 200 förstagångsärenden som ännu inte var avgjorda.
2021 ansökte 11 400 personer om asyl i Sverige (förlängningsansökningar ej medräknade). De sökandes nationalitet redovisas inte i Migrationsverkets årssammanställning. Totalt avgjordes 12 800 förstagångsärenden, varav en del alltså var inkomna tidigare år. Av totalt avgjorda förstagångsansökningar fick 29 procent (3 700 personer) bifall och 71 procent (9 100 personer) avslag. Vid årets slut fanns 5 900 förstagångsärenden som ännu inte var avgjorda. I maj fattade Migrationsverket ett beslut som innebär att en ansökan om asyl kan bedömas som uppenbart ogrundad om ursprungslandet finns med på en förteckning över säkra ursprungsländer.